# Убежища и убежищные города
Убе́жища — отдельные священные места, считавшиеся неприкосновенными для людского суда; известные помещения (храмы, священные места, дворцы и гробницы правителей) или даже целые районы и города, доставлявшие гарантированную безопасность всякому преследуемому — убийцам, преступникам, неприятелям — с самых ранних, доисторических форм человеческого общества.
Согласно легендам, римское государство возникло из города—убежища, связанного с именем Ромула.
У нас нет памятников-убежищ доисторического периода, но их вполне заменяют учреждения ныне живущих племен, стоящих на самой первобытной ступени. Самая примитивная форма убежищ[уточнить] была найдена в 1899 году Спенсером и Гилленом у племён Центральной Австралии. У этих племен имеются священные места, обыкновенно какие-нибудь уединённые пещеры, дающие полную безопасность всякому преследуемому. Это места, где хранятся их величайшие святыни, так называемые чуринги (churinga), таинственные палки и камни, служащие обиталищами душ отошедших и ныне живущих поколений (у австралийцев, как у многих других первобытных племен, существует вера в множественность душ, так что одна из душ может жить вне человека в одной из чуринг). Все вокруг этих хранилищ считается священным и неприкосновенным: преступно сорвать травку, отломать ветку, преследовать зверя, а тем более человека, ищущего там спасения. Аналогичный факт находим на одном из островов Самоа, Уполу, где существует старое дерево, в котором устроил свою обитель бог Vave, и всякий убийца или вообще тяжкий преступник, успевший добраться до этого дерева, считался в безопасности от преследований кровного мстителя. Дерево так и называется — деревом убежища людей.
У других племён и народов роль убежищ играют храмы, домашние очаги (и, следовательно, всякое жилище), гробницы вождей, их дворцы и, наконец, специально назначенные для этого деревни и города. Так, у индейцев Калифорнии, каждый добравшийся до храма (vanquech) с этого момента освобождался от всякого преследования, считаясь как бы искупившим свою вину навсегда. Такими же привилегиями пользовались храмы у оджибеев и др. Безопасность, приобретаемая пребыванием у домашнего очага даже личного врага, — еще более обычный факт у первобытных народов. Ни перед чем не отступающий в делах кровной мести или жажды грабежа бедуин или туркмен не только не тронет своего врага, переступившего порог его палатки, но окажет ему величайшее гостеприимство, хотя это в то же время не помешает ему предательски убить своего гостя сейчас после того, как тот покинет его кров. В других местах в роли убежищ выступают гробницы. У галласов Восточной Африки преследуемые находили убежище в домике по соседству с гробницей короля. То же у баротсе Южной Африки, у которых убежищами служат не только гробницы королей, но и резиденции королевы и её первого министра. Подобными же привилегиями убежища пользуется резиденция султана в одном из округов на Борнео, с той только разницей, что преследуемые за спасение своей жизни платят навсегда своей свободой, становясь вместе со своим потомством рабами султана.
Наиболее характерную форму убежищ представляют города—убежища, специально назначенные для спасения преследуемых. Их можно найти не только у евреев (см. ниже), у которых они приобрели уже значение гуманитарного института для неосторожных убийц, но и у первобытных народов, например, у индейцев, у которых, по словам одного писателя XVIII века, «каждое племя имело либо особый дом, либо целое селение, которое служило верным пристанищем для всякого убийцы или несчастного военнопленного, успевшего благополучно добраться до них». У индейцев племени крики такие убежища носили специальное название «белых городов» в противоположность «красным» или «военным городам», не дававшим права убежища. В некоторых местах такие убежища становятся в конце концов местами обязательной ссылки. Так, у кафиров Гиндукуша не только всякий убийца, сам и его семья, но даже зятья его с их потомством обязаны сейчас после совершения убийства покинуть родное селение и переселиться в специально отведенные убежищные города, занимающие целые районы, населенные исключительно изгнанниками и их потомками. Весьма оригинальную форму представляют священные селения, открытые Мэри Кингсли в Западной Африке (Калабаре и Французском Конго). Здесь в специально отведенных селениях и на прилежащих территориях находят себе законное убежище всякие преступники — воры, заклинатели, женщины, имевшие несчастье родить двойню, и т. п.
Подобные города—убежища, притоны всякого сброда, беглого и преступного элемента, по гениальной догадке Фрэзера, могут считаться прототипом древнего Рима, судя по описаниям истории его основания у Ливия, Страбона, Дионисия Галикарнасского, Плутарха — описаниям, которые новейшими историками принимались за сказку. В действительности территория вокруг легендарного храма, воздвигнутого будто бы Ромулом на Капитолийском холме, дававшая убежище и безопасность всяким беглецам, рабам, несостоятельным должникам, убийцам и всякому другому преследуемому элементу, из которого потом образовался грозный Рим, — была не чем иным, как древним религиозным убежищем, санкционированным храмом неизвестного бога, таким же убежищем, как убежищные селения Западной Африки, описываемые Кингсли, или убежища кафиров в Гиндукуше. С какой быстротой образуются большие, сильно организованные оседлости из беглых элементов, примером может послужить история Желтуги, разноплеменной колонии беглых на китайском берегу реки Амура, где 10000-й сброд беглых и искателей приключений, не тревожимый китайским правительством, в самое короткое время создал хорошо организованную мирную республику золотоискателей.
Генезис убежищ кроется в родовых учреждениях первобытных племен, родовом культе и воззрениях табу (Штернберт). Прежде всего, нужно принять во внимание, что круг общения первобытного человека ограничивается ближайшими его соседями, которые являются для него в той или другой степени родственными, и на них, следовательно, косвенно переносятся нормы внутриродовых отношений. А внутри рода жизнь каждого члена считается абсолютно неприкосновенной: каждый сородич пользуется не только защитой и покровительством, но и безнаказанностью даже за убийство сородича. Отсюда всякий, хотя бы и не сородич, но единоплеменник, то есть человек общего происхождения, приобретал безнаказанность, раз он становился под покровительство одного из общеродовых божеств, например очага, древнейшего из родовых божеств, хозяина огня, олицетворявшего одного из предков, быть может, даже и похороненного под очагом. А раз очаг давал защиту единоплеменнику, он давал его тем самым уже всякому, хотя бы и совершенно чуждому, пришельцу — по предположению, что этот последний может оказаться единоплеменником, так как нет никакой возможности знать всех своих единоплеменников, разбросанных часто по огромной территории. Но и все другие боги, кроме хозяина огня, первоначально были родовыми (см. Родовая община, Сравнительное изучение религии, Тотемизм), поэтому храмы и всякие обители божеств давали защиту — в силу расширения идеи внутриродовой безнаказанности — всякому сначала единоплеменнику, а потом и чужаку — защиту общеродового божества, то есть такого, которое было божеством прарода до размножения и разветвления его. Новые, отдельные родовые боги могли и не давать защиты. В этом кроется причина, почему у греков, например, только известные храмы давали право убежища.
Аналогично объясняются и убежища, доставляемые гробницами вождей, которые в глазах первобытного человека являются часто божествами и в то же время прародителями, хотя, быть может, в отдельных случаях только фиктивными: с точки зрения варвара, совершенно достаточно, если гробница хотя бы одного фактического прародителя — вождя служила когда-либо убежищем, чтобы гробницы всяких вождей, по распространенному толкованию табу, в свою очередь пользовались теми же привилегиями. Далее, основания института убежища кроются в воззрениях табу, по которым известные священные места являлись строжайше неприкосновенными. Естественно, что эти кары должны были удерживать даже кровного мстителя от преследования убийцы, осмелившегося искать убежище в запретном месте. С другой стороны, снисходительность богов, которые оставляли безнаказанными самое дерзкое нарушение табу со стороны преследуемого, должно было внушить непреклонное убеждение варвару, что неприкосновенность преследуемого, укрывшегося в святилище, — веление самого божества, которое должно быть исполнено. Что такая неприкосновенность вызывалась именно страхом перед нарушением табу, мы видим на убежищах в Новой Гвинее, где народ вполне уверен, что преследование человека, укрывшегося в храме (dubu), влечет за собою неизбежно паралич рук и ног. Ясно, что право убежища нисколько не носило первоначально морального или гуманитарного характера, являясь простым актом самосохранения против кары за нарушение табу. Поэтому мы видим столько ухищрений, употреблявшихся как преследуемыми, так и преследователями в желании либо сохранить, либо прервать действие табу. Ярким примером может служить выход греческого пленника из храма с веревкой в руках, украденной в алтаре, и радость преследователей, воспользовавшихся тем, что веревка оборвалась. По коренному свойству института табу — все более и более расширять область своего действия и выходить далеко за первоначальные пределы — табу убежища с течением времени во многих местах выработалось в обязательный институт, требовавший создавание убежища для всякого преследуемого, институт убежищных городов, которые мы видели у евреев, индейцев, в Западной Африке и на склонах Гиндукуша. Весьма интересная гипотеза Фрэзера об убежищных городах как прототипе древнего Рима высказана им в его статье «The origin of Totemism» (Fortnightly Review, 1899, апрель), об открытиях убежищ у австралийцев см. работу Спенсера и Гиллена «The natives tribes of Central Australia» (Л., 1900); Мэри Кингсли, «Travels in W. Africa» (Л., 1897) и литературные ссылки в статье Фрэзерa.